# Jan Wadas (bokser)
Jan Wadas (ur. 16 maja 1944 w Lubczy) – polski bokser, olimpijczyk.
Występował w wagach piórkowej i lekkiej. Dwukrotnie zdobywał mistrzostwo Polski: w 1968 w wadze piórkowej i w 1972 w wadze lekkiej, a w 1970 był wicemistrzem w lekkiej.
W 1968 wystąpił na Igrzyskach Olimpijskich w Meksyku. Już w pierwszej walce przegrał z reprezentantem Bułgarii Iwanem Michajłowem i odpadł z rywalizacji.
W karierze stoczył 215 walk z czego 180 wygrał, 5 zremisował i 30 przegrał.